# Stazione di Rossiglione
La stazione di Rossiglione è una stazione ferroviaria della linea Acqui Terme–Ovada-Genova, tratto meridionale della linea storicamente denominata Asti-Genova, posta nell'abitato di Rossiglione inferiore.
La stazione viene classificata dal gestore Rete Ferroviaria Italiana all'interno della categoria silver.